# Черёмуха в стакане (картина)
«Черёмуха в стакане» — одна из наиболее известных работ советского живописца К. С. Петрова-Водкина, выполненных в жанре натюрморта и относящихся к периоду 1930-х годов.

## История
«Черёмуха в стакане» была написана художником в Детском селе под Ленинградом в мае-июне 1932 года. Возможно, это была последняя работа, законченная Петровым-Водкиным перед поездкой на родину, в Хвалынск, где он жил с 15 июля по сентябрь 1932 года. Известно, что в этот же период он работал над эскизом к заказанной ему картине «Командиры РККА».
Обращаясь к жанру натюрморта, Петров-Водкин обычно внимательно исследовал разнообразие предметных форм. И в этой работе он остаётся верен своим пристрастиям. Здесь же и характерный для живописца приём противопоставления разных по фактуре поверхностей: матовой — коробок спичек, скатерть, цветы черёмухи, обложка журнала, конверты писем и гладкой, блестящей, созданных человеком вещей из стекла, металла и фарфора. При этом Петров-Водкин обращается к ранее уже «испробованным» предметам: стакану, спичечному коробку, блюдцу. Доминирующий в колорите «Черёмухи» контраст синего и красного восходит к основным цветам знаменитой «трёхцветки» мастера.
Разложенные и расставленные на столе предметы художник рассматривает сверху, так что их расположение поддается точной фиксации и они видны «как на ладони». Особая четкость изображения, в котором предметы как бы названы по очереди и не заслоняют друг друга, рождает почти физическое чувство радости от созерцания картины. Полированные грани чернильницы и стакан с веткой черёмухи усложняют видимое изображение, позволяя взглянуть на него с невидимой художнику стороны. Непритязательный по набору предметов, натюрморт несёт в себе приметы сурового времени, в которое был написан художником.
Картина «Черёмуха в стакане» известна по многочисленным выставкам и публикациям, посвящённым творчеству К. С. Петрова-Водкина (1878—1939), включая первую монографию А. Галушкиной о творчестве К. С. Петрова-Водкина, вышедшую при его жизни в 1936 году, а также более поздним монографиям В. И. Костина (1966) и Ю. А. Русакова (1986). Находится в собрании Государственного Русского музея в Санкт-Петербурге.
В 2019 году аналог этой картины «Натюрморт с сиренью» на аукционе русского искусства Christie’s в Лондоне был продан за £9,3 млн — это самая высокая цена, когда-либо уплаченная в рамках русских торгов.